# Pantoporia socia
Pantoporia socia är en fjärilsart som beskrevs av Swinhoe 1899. Pantoporia socia ingår i släktet Pantoporia och familjen praktfjärilar. Inga underarter finns listade i Catalogue of Life.